# 孟祥協
孟祥協（1933年—2014年），祖籍山東鄒縣，孟子七十五代嫡長孫，中華民國第三任亞聖奉祀官。為中國圍棋會成員、圍棋七段棋士，曾擔任围棋導師。

## 生平

### 早年
孟祥協是第二任亞聖奉祀官孟繁驥的長子，母親王淑芬，外祖父王景禧曾在清朝末年擔任山东咨议局副議長；童年與少年時代在鄒縣孟府度過，曾接受祖父孟慶棠嚴格的儒學教育，在三、四年間背誦《孟子》等四书五经。日本汉学家盐谷温在中国抗日战争訪華期間，曾在孟府拜會孟繁驥與時年八歲的「少爺」孟祥協。
第二次国共内战中，孟祥協在1945年隨父母家人到南京市避難，然後在1949年春從中國大陸遷居台灣，就讀省立台中第一中學；儘管孟繁驥身為簡任奉祀官應享部長職級待遇，但是孟家經濟仍不寬裕。孟祥協住台中一中的第八宿舍，與張光錦、李敖、程國強等人是同屆同學；同學四十餘人來自台灣各縣市，也有少數來自韓國的僑生。抽籤選鋪時孟祥協與程國強睡在隔床，程國強因其家世年紀稱呼他為「孟大哥」、孟祥協也恭維他是「程門之後」，其他同學則以「老孟」、「孟子」稱呼；由於兩人都精於國學，見面喜談《三遷志》等古書。在1952年的「國父誕辰暨四十一年度社會教育擴大運動週」頒獎典禮中，李敖以短篇小說《碧血青天夜之心》得高中組第二名、獎金新臺幣四百元，孟祥協則以散文《無法投遞的書簡》得高中組第三名、獎金二百元。
在高二時，孟祥協投入围棋領域，逐漸培養成他的終生志業；讀高三時時常參與台中棋社活動，奠定日後在台灣圍棋界的基礎。高中畢業後轉往臺北市，肄業於臺灣省立法商學院、陸軍財務學校，曾在中華民國僑務委員會任職。孟祥協除了擅長下棋之外，也是麻将高手；其為人與棋風被形容為「瀟灑不羈」、「文士風采」，也不離菸酒。有次與四川人蘇成章抬槓，孟祥協雖然比他年長，但由於長於山東，認為「大爺」稱謂影射《水浒传》中的武大郎，因此「二爺」暱稱不脛而走。

### 棋界生涯
臺灣戰後時期的大宗新聞媒體如《聯合報》、《自立晚報》、《大華晚報》、《台灣新生報》透過舉辦職業及業餘棋賽，或者設圍棋专栏刊登賽事棋譜，讓台灣圍棋進入「無棋不成報」的新聞棋時代；此時在年輕棋士之中，曹澤霖、蔡信雄、陳延澤、葉重基、孟祥協五人嶄露頭角，號稱「五新銳」。1960年代前後的台灣圍棋高手多在日本培養，而孟祥協屬於一直留在台灣的「本土派」；他以台中圍棋名手出道，在臺北縣永和的金銀棋社擔任首席導師。1959年以降，孟祥協曾在台北新公園以西的懷寧街奕園圍棋社等處，多次與林海峰對弈；幾次賽事包括後來的指導棋賽在內，都是林海峰勝出。林海峰前往日本拜職業棋士吳清源為師，晉級為圍棋七段棋士，1963年曾回台北陸續與孟祥協等作九局指導棋比賽。
中國圍棋會在1965年舉辦全省圍棋升段賽，孟祥協以亞軍從初段升至二段棋士，獲獎金新台幣三千元。此時，台灣的職業棋賽皆由中國圍棋會主辦；原本依照慣例，圍棋國手從國外回台灣後由圍棋會指定國內棋手下指導棋，不過曹澤霖、孟祥協、張子建等棋士對此不滿，1968年在《聯合報》登報聲明退出圍棋會，而圍棋會也撤銷他們在第三屆「中華第一名位賽」的參賽資格。後來在棋界前輩斡旋之下，兩年後曹澤霖等人登報致歉，而圍棋會為避免糾紛也不再指定棋手，而是透過舉辦選拔賽，較公平、民主地決定國手的指導棋人選。南投市人王立诚早年因為圍棋天分北上深造，先後接受張恆甫、張子建、孟祥協等人指導；王立誠在1972年底自东京返台，圍棋會安排他和當時的四段棋士孟祥協下一局友誼賽。第二屆全國圍棋冠軍賽在1973年1月舉行，孟祥協挑戰前屆冠軍蔡登閣，然而蔡登閣以五比二成績成功衛冕。臺南市人王銘琬經中國圍棋會栽培，先與蔡登閣、沈君山等人對弈以磨練戰力，在1974年「全國冠軍賽」中戰勝曹澤霖、孟祥協，幾乎成為「挑戰者」（第二名），隨後到日本深造。1978年「第一屆全國圍棋棋王賽」種子隊棋士選舉中，孟祥協曾獲提名候選棋士。
此外，孟祥協在棋界與業餘三段棋士楊泰雄頗有交情。有一次楊泰雄引用《孟子》章句調侃：「尊祖孟子曾說『不可博弈』，怎麼你又博又弈？」孟祥協不悅回應：「你小孩子哪懂這句話真正的意思。」应昌期在接任中國圍棋會會長之後，在一次賽事後開除楊泰雄的段位資格，因而在1981年對簿公堂，是為「撤銷段位證書官司事件」。楊泰雄敗訴後，決定辦一本《圍棋天地》雜誌批判中國圍棋會與應昌期；他負責蒐羅及解說棋譜、李基庶負責撰稿及編務，設址於遠東棋橋中心，由張子建擔任社長。孟祥協原本「惜字如金」，在這時候一度將下棋、打牌的時間，用於投入為雜誌撰寫文字稿，直到不久之後雜誌創刊人馬紛紛退出、資金不繼停辦為止。沈君山擔任應昌期圍棋教育基金會董事長時，孟祥協已成為七段棋士，是當時台灣最高段位的業餘棋手；1983年兩人比賽過四局，各為二勝二負，旗鼓相當，因此在台北市南京東路的南京棋社舉行五局對抗賽。1984年第八屆棋聖賽中，國手林海峰在東京對弈韓國旅日棋士趙治勳，雙⽅在兩天內「死鬥」，林海峰連輸三局後贏第四局，翌日孟祥協在南京棋社講解這局勝棋；翌月民生報主辦的第六屆棋王挑戰賽移師彰化縣，孟祥協也留在台北同步作大棋盤講解。

### 晚年
1990年父親孟繁驥病逝後，孟祥協依法繼承第三任亞聖奉祀官；此後教师节在臺北孔子廟舉行的釋奠禮中，孟祥協於崇圣祠祭祀典禮擔任分獻官。孟祥協原本年輕時會打乒乓球，但在年老健康衰退之後放棄運動，在臺北縣永和市一棟四層公寓的三樓低調獨居。此時，孔德成身為大成至聖先師奉祀官，在報章雜誌可見記載，在新店市的鄰居也對孔家略知一二；而關於孟祥協的報導則非常少，1996年他在家接受時任日本電視台香港支局長高橋茂男訪問時，附近的永和住戶不知道他的孟子家世，更接近台灣公寓住戶不相往來的常態。據稱，在台灣的孟子後裔有大約一千多戶，且孟氏宗親一直有為孟子建廟的呼籲，但是由於地價飛漲難以取得土地，因此台灣一直沒有孟子廟，而是在台北孔廟放孟子的牌位。此前不久是1996年中華民國總統選舉，孟祥協雖然身體不適，但是還是去投票參與這次首次總統直選；陳水扁時任臺北市市長，當孟祥協被問及對其台灣獨立立場的看法，他回應身為公務員無權表達政治立場。
山东省人民政府在1991年5月撥款修葺汶上文庙大成殿，孔德成應邀寄去匾額題字，孟祥協也送去題字「戰國柢柱」。開放兩岸探親之後，孟祥協的姐姐蓮君與兩個弟弟祥肅、祥孚在1992年首次返鄉，三姐弟此後常回鄒縣旅遊；中国共产党的統戰部門表示歡迎孟祥協返鄉，以至於允諾讓他回到孟府居住。由於中華民國公務員去中国大陆需要申報核准，孔德成與孟祥協揣測政府不會答應、申請赴陸也可能會讓台灣媒體解讀有意放棄台灣過去生活，因此就一直沒回去；他們不願多談共產黨，也不願在海峽兩岸關係中遭政治力利用。2001年，第七屆世界顏氏宗親聯誼大會在曲阜市舉行，台灣的顏氏宗親代表團帶去孔德成、孟祥協、曾憲禕三位奉祀官的題詞。济宁市市長周齐率經濟文化考察團訪問台灣，山東同鄉會理事長、時任立法委員秦慧珠倡議在孟子誕辰組團返鄉祭祖，孟祥協雖表示支持但是不親自前往，而是在2002年讓孟蓮君姐弟、山東同鄉會與孟氏宗親會等二十六人代表，由宗親會榮譽理事孟昭熙率宗親在孟庙舉行祭祀大典。同年曲阜《新編陋巷志》修成，孔、孟、曾三位奉祀官都不克與會，由出席的台灣顏氏宗親會創始人顏山祜帶回台灣分贈。
亞聖奉祀官依簡任編制的薪俸為月薪十三萬新臺幣，內政部民政司在2007年宣布將檢討世袭及支薪規定；隨後內政部在2009年通過「奉祀官制度修正案」，除了保留孔家無給職的大成至聖先師奉祀官之外，其他有給職的「從祀」奉祀官未來皆不再繼承。後來，因為孟祥協年事已高，亞聖奉祀官的祭祀職務由孟祥協的姪兒（二弟孟祥肅之子）孟令繼代理。《孟子世家譜》從同治四年（1865年）修譜後，因戰亂中斷超過一百年未再大修，2010年經孟祥協首肯之後，孟氏後人在邹城市開始續修族譜，也在济南市、临沂市、沈阳市等地宗親會分會及海外陸續啟動修譜作業。孟祥協在2014年5月3日逝世，此後亞聖奉祀官不再世襲，不過台北孔廟每年在崇聖祠舉行的孔氏家祭中，儒家四配後裔依然受邀參祭。翌月22日，楊泰雄、張子建在台北大安區棋聖棋院舉行追思會，門生王立誠、林海峰也出席致哀；他的老同學程國強撰文，追憶孟祥協生前瀟灑自若，以其博覽群書的家學本可能有傳世之作，然而終身未娶，李敖也戲稱他「為圍棋所誤」，以其棋藝與國學根底著稱。